# Diagrama de pingüí

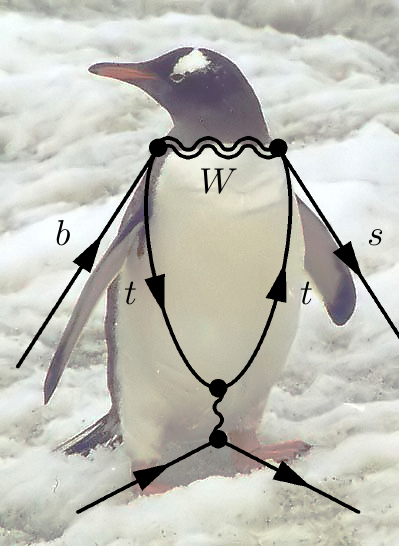
Exemple d'un diagrama de pingüí superposat a una imatge d'un pingüí Gentoo.

En teoria quàntica de camps, els diagrames de pingüí són una classe de diagrames de Feynman emprats per a descriure els processos de violació de CP en el model estàndard. Es tracta de processos d'un sol bucle en què un quark canvia de sabor temporalment (mitjançant un bucle de bosons W) i en el qual el quark amb sabor canviat participa en alguna interacció directa (a nivell de l'"arbre"), normalment en processos dominats per la força forta. En el cas d'interaccions on alguns sabors de quark (per exemple, amb quarks pesants) tenen amplituds molt més altes que d'altres, com en les interaccions que violen CP o en les interaccions amb el bosó de Higgs, aquests processos de pingüí poden tenir amplituds comparables, o fins i tot superiors, a les dels processos directes de tipus "arbre" (sense bucles). Es poden dibuixar diagrames similars per a les desintegracions leptòniques.
Aquest tipus de diagrames varen ser aïllats i estudiats per primer cop per Mikhail Shifman, Arkady Vainshtein i Valentin Zakharov.
Els processos que descriuen van ser observats directament per primera vegada en col·lisions electró-positró el 1991 i el 1994 per l'experiment CLEO.

## Origen del nom
El físic John Ellis va ser el primer a referir-se a una determinada classe de diagrames de Feynman com a "diagrames de pingüins" en un article de 1977 sobre els quarks b. El nom va sorgir en part a causa de la seva forma, i en part a causa d'una llegenda d'una aposta perduda per ell amb Melissa Franklin a un bar.